# La Rivière (La Réunion)
Pour les articles homonymes, voir La Rivière.
La Rivière, aussi appelée Rivière-Saint-Louis, est un lieu-dit de l'île de La Réunion, département d'outre-mer français dans le sud-ouest de l'océan Indien. Peuplé de 23 200 habitants, il relève administrativement de la commune de Saint-Louis.

## Politique et administration

### Organisation territoriale et administrative
Située à 4 kilomètres au nord-ouest de Saint-Louis, La Rivière est traversée par la RN 5, qui mène à Cilaos.
Bien qu’isolée de son strict territoire communal, La Rivière est rattachée à la commune de Saint-Louis. Le lieu-dit dispose d’une mairie annexe, où se déroulent parfois les séances du conseil municipal.
Les principaux quartiers qui composent La Rivière sont Le Ouaki, Bois-Nèfle, Le Ruisseau, Petit-Serré, Le Tapage, Le Gol-les-Hauts, Les Canots et Les Makes. On trouve également un îlet appelé « Îlet Furcy », non pas en l'honneur de l'esclave Furcy comme parfois indiqué mais parce qu'évoquant Alfred Furcy, un affranchi marié en 1873 à Saint-Pierre à Anastasie Labonne et venu s'installer dans ce coin dans la foulée.

### Création de la vingt-cinquième commune de La Réunion
Selon Jean-Jacques Vlody, député de la troisième circonscription de La Réunion de 2012 à 2017, l'idée de la création d'une vingt-cinquième commune remonte à 1998.
Une scission en deux de l'actuelle collectivité a été votée le 29 mars 2009 par 52,6 % des votants saint-louisiens. Certains avaient souhaité la création de la commune avant les élections municipales de 2014, mais par la suite repoussée alors que les formalités administratives se prolongeaient pendant l'année 2013. Une enquête publique a été lancée le 27 mai. Une commission syndicale mixte, dont le rôle est de remettre des avis sur les sujets concernant la création de la commune, a été élue en juin 2013.
La création de « La Rivière » comme vingt-cinquième commune réunionnaise a fait l'objet de nombreux délais. Elle avait été annoncée pour après les élections municipales de 2014 de façon à suivre la révision des limites de canton entamée au niveau national, et pour éviter de possibles contentieux dus à un changement de frontières des circonscriptions alors qu'une campagne électorale était engagée,. Le nouveau conseil municipal, dont l'avis était nécessaire, se prononce en janvier 2015 pour une poursuite de la procédure tout en demandant un délai nécessaire pour épurer la dette de la commune de Saint-Louis avant la scission, prenant pour nouvel objectif d'installer les conseils municipaux de Saint-Louis et de La Rivière lors des élections municipales de 2020.
L'arrêté préfectoral pour la création de la commune est signé le 16 mars 2017. Toutefois, le 7 décembre 2017, le projet est avorté, le tribunal administratif ayant annulé cet arrêté préfectoral.

## Économie
La Rivière est principalement connue pour ses artisans menuisiers et ébénistes. Chaque année au mois d'août s'y déroule le salon Expo-Bois, durant lequel les artisans de l'île exposent leurs productions.